# Чък Арнолд
Чък Арнолд (на английски: Chuck Arnold) е американски автомобилен състезател, пилот от Формула 1.
Роден е на 30 май 1926 г. в Стамфорд, САЩ и починал на 4 септември 1997 в Санта Ана, Калифорния, САЩ. Като състезател участва предимно в „USAC“ сериите, има 11 старта в Инди 500 като 3 пъти е завършвал в Топ 10 (най-добро класиране 5-о място).
Участва в кръг за Голямата награда на САЩ във Формула 1, през 1959 година (не завършва състезанието).